# سانت أغاتا بولونييزي
سانت أغاتا بولونييزي (بالإيطالية: Sant'Agata Bolognese)‏ هي بلدية في مقاطعة بولونيا في إقليم إميليا رومانيا الإيطالي.

## السكان
في سنة 1861 بلغ عدد السكان 3٬799 نسمة، وتطور العدد ليصل في سنة 2011 لـ 7٬140 نسمة.
يظهر هذا المخطط البياني تطور النمو السكاني لـ سانت أغاتا بولونييزي